# Trophée Gazet van Antwerpen 2000-2001
Navigation
1999-2000 2001-2002
Le Trophée Gazet van Antwerpen 2000-2001 est la 14e édition du Trophée Gazet van Antwerpen, compétition de cyclo-cross organisée par le quotidien belge néerlandophone Gazet van Antwerpen.

## Résultats
| Date        | Lieu                                       | Vainqueur           | Deuxième            | Troisième           |
| ----------- | ------------------------------------------ | ------------------- | ------------------- | ------------------- |
| 11 novembre | Niel - Jaarmarktcross                      | Erwin Vervecken     | Richard Groenendaal | Peter Van Santvliet |
| 2 décembre  | Rijkevorsel                                | Erwin Vervecken     | Sven Nys            | Arne Daelmans       |
| 10 décembre | Kalmthout - Vlaamse Industrieprijs Bosduin | Sven Nys            | Richard Groenendaal | Tom Vannoppen       |
| 16 décembre | Essen - GP Rouwmoer                        | Peter Van Santvliet | Richard Groenendaal | Erwin Vervecken     |
| 10 février  | Lille - Krawatencross                      | Sven Nys            | Bart Wellens        | Erwin Vervecken     |
| 18 février  | Oostmalle - Internationale Sluitingsprijs  | Bart Wellens        | Erwin Vervecken     | Sven Vanthourenhout |

## Classement final
| #   | Coureur          | Points  |
| --- | ---------------- | ------- |
| 1.  | Erwin Vervecken  | inconnu |
| 2.  | Bart Wellens     |         |
| 3.  | Peter Willemsens |         |
| 4.  |                  |         |
| 5.  |                  |         |
| 6.  |                  |         |
| 7.  |                  |         |
| 8.  |                  |         |
| 9.  |                  |         |
| 10. |                  |         |

## Résultats détaillés
| #  | Coureur             | Temps   |
| -- | ------------------- | ------- |
| 1  | Erwin Vervecken     | inconnu |
| 2  | Richard Groenendaal |         |
| 3  | Peter Van Santvliet |         |
| 4  | Mario De Clercq     |         |
| 5  | Marc Janssens       |         |
| 6  | Bart Wellens        |         |
| 7  | Patrick Schurmans   |         |
| 8  | Wim Jacobs          |         |
| 9  | Sten Raeymakers     |         |
| 10 | Chris Smits         |         |

| #  | Coureur              | Temps   |
| -- | -------------------- | ------- |
| 1  | Erwin Vervecken      | inconnu |
| 2  | Sven Nys             |         |
| 3  | Arne Daelmans        |         |
| 4  | Peter Van Santvliet  |         |
| 5  | Marc Janssens        |         |
| 6  | Kipcho Volckaerts    |         |
| 7  | Björn Rondelez       |         |
| 8  | Camiel Van Den Bergh |         |
| 9  | Tim Pauwels          |         |
| 10 | Kris Wouters         |         |

| #  | Coureur             | Temps   |
| -- | ------------------- | ------- |
| 1  | Sven Nys            | inconnu |
| 2  | Richard Groenendaal |         |
| 3  | Tom Vannoppen       |         |
| 4  | Peter Van Santvliet |         |
| 5  | Mario De Clercq     |         |
| 6  | Kipcho Volckaerts   |         |
| 7  | Wim de Vos          |         |
| 8  | Gerben De Knegt     |         |
| 9  | Gretenius Gommers   |         |
| 10 | Arne Daelmans       |         |

| #  | Coureur             | Temps   |
| -- | ------------------- | ------- |
| 1  | Peter Van Santvliet | inconnu |
| 2  | Richard Groenendaal |         |
| 3  | Erwin Vervecken     |         |
| 4  | Mario De Clercq     |         |
| 5  | Bart Wellens        |         |
| 6  | Peter Willemsens    |         |
| 7  | Marc Janssens       |         |
| 8  | Tim Pauwels         |         |
| 9  | Petr Dlask          |         |
| 10 | Wim Jacobs          |         |

| #  | Coureur             | Temps   |
| -- | ------------------- | ------- |
| 1  | Sven Nys            | inconnu |
| 2  | Bart Wellens        |         |
| 3  | Erwin Vervecken     |         |
| 4  | Peter Van Santvliet |         |
| 5  | Tom Vannoppen       |         |
| 6  | Sven Vanthourenhout |         |
| 7  | Kipcho Volckaerts   |         |
| 8  | Kris Wouters        |         |
| 9  | Sten Raeymakers     |         |
| 10 | Marc Janssens       |         |

| #  | Coureur             | Temps   |
| -- | ------------------- | ------- |
| 1  | Bart Wellens        | inconnu |
| 2  | Erwin Vervecken     |         |
| 3  | Sven Vanthourenhout |         |
| 4  | Arne Daelmans       |         |
| 5  | Kipcho Volckaerts   |         |
| 6  | Peter Van Santvliet |         |
| 7  | Kris Wouters        |         |
| 8  | Sten Raeymakers     |         |
| 9  | Bart Aernouts       |         |
| 10 | Jan Van Donink      |         |